# Drejebænk
En drejebænk er en maskine hvorpå man fastspænder et stykke træ eller metal og spinder det rundt. Her kan man så fjerne materiale fra emnet med et egnet stykke spåntagende værktøj, og dermed forme et objekt som er symmetrisk omkring dets egen akse, som fx en skakbrik.
Ved trædrejning på en drejebænk bruges drejerjern, der er en form for stemmejern, der holdes med hænderne og støttes mod et anlæg, der er en vandret skinne, der ligger tæt på emnet. 
Til jern- og metalbænke benyttes forskellige drejestål, der er spændt fast i en stålholder. Denne er monteret på en tværslæde, der giver mulighed for at bevæge stålet på tværs af drejeaksen. Tværslæden er igen monteret på hovedslæden, der kan føres på langs af drejeaksen langs drejebænkens vanger. På begge typer drejebænke kan særligt lange emner støttes i den frie ende af en pinol, der er en konisk spids, der kan rotere sammen med emnet. 
Forløberen for den moderne drejebænk var ledeskruedrejebænken.
| Maskiner | Spire Denne artikel om maskiner, maskindele og apparater er en spire som bør udbygges. Du er velkommen til at hjælpe Wikipedia ved at udvide den. |